# Bedulita
Bedulita é uma comuna italiana da região da Lombardia, província de Bérgamo, com cerca de 710 habitantes. Estende-se por uma área de 4 km², tendo uma densidade populacional de 178 hab/km². Faz fronteira com Berbenno, Capizzone, Costa Valle Imagna, Roncola, Sant'Omobono Imagna.

## Demografia
| Variação demográfica do município entre 1861 e 2011                               |
|                                                                                   |
| Fonte: Istituto Nazionale di Statistica (ISTAT) - Elaboração gráfica da Wikipedia |